# Avant toi (film)
Pour les articles homonymes, voir Avant toi.
Cet article concerne le film de Thea Sharrock. Pour le roman de Jojo Moyes, voir Avant toi (roman).
Pour plus de détails, voir Fiche technique et Distribution.
Avant toi (Me Before You) est un drame romantique britannico-américain réalisé par Thea Sharrock, sorti en salles en 2016. Il s’agit de l’adaptation cinématographique du roman Avant toi de l’écrivain Jojo Moyes.

## Synopsis

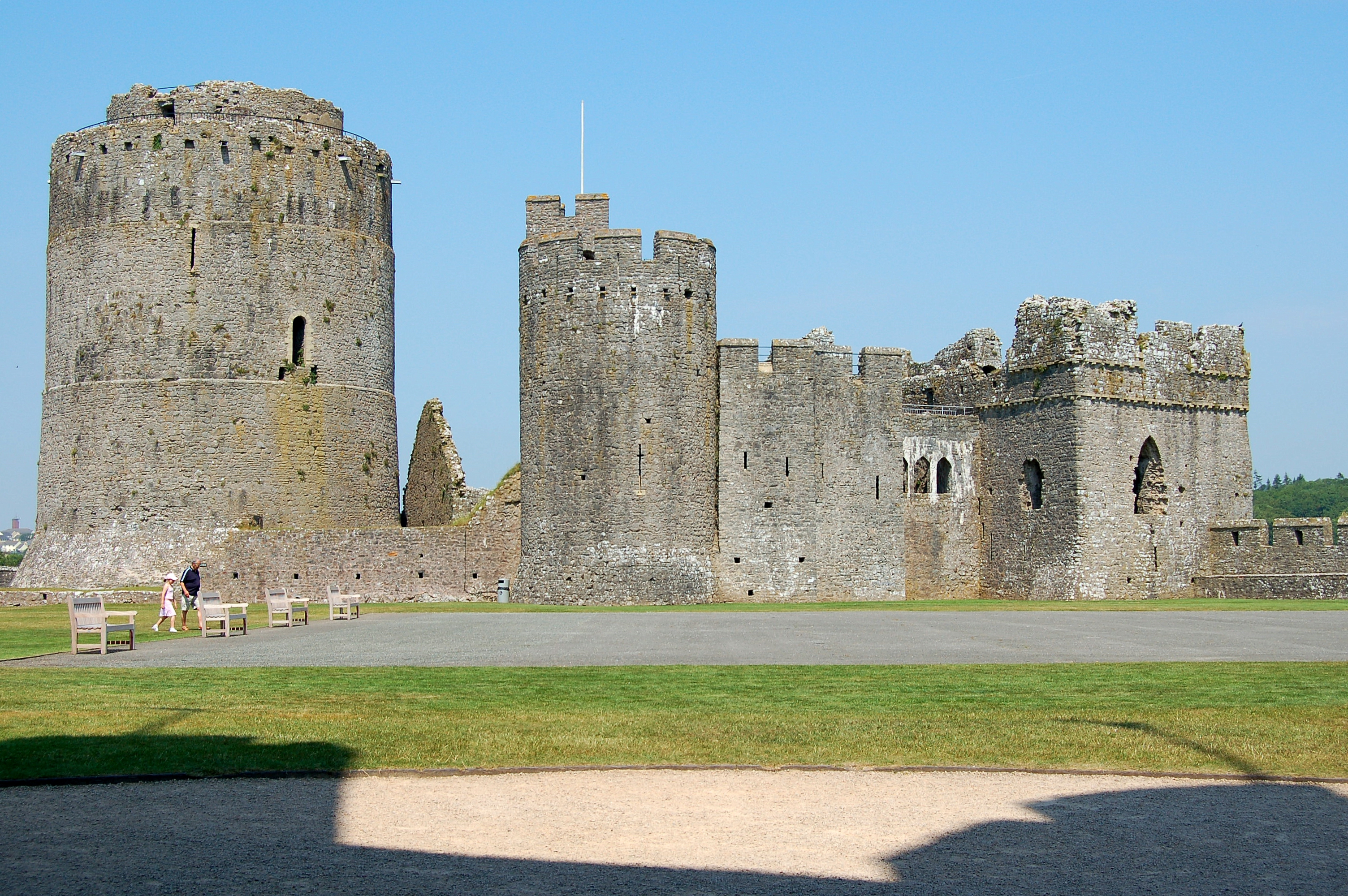
Le château de Pembroke qui a servi de décors au film.

Dans une petite ville d'Angleterre, Louisa Clark est une jeune femme de vingt-six ans joviale et ouverte, issue d'un milieu modeste et vivant avec ses parents. Ayant perdu son emploi dans un café local, et en difficulté financière, elle est embauchée en tant qu'aide-soignante de Will Traynor, un jeune et riche banquier dont la vie a basculé le jour où il est devenu tétraplégique après avoir été renversé par une moto deux ans auparavant. Bien que Lou n'ait aucune expérience, la mère de Will espère que la personnalité joyeuse de la jeune femme permettra de lui remonter le moral. Lou est assistée dans sa tâche par Nathan, l'infirmier personnel de Will, et comprend que les dommages causés à la moelle épinière de ce dernier lui interdiront à jamais de remarcher.
Cynique et déprimé car ne pouvant plus vivre sa vie d'autrefois, Will réagit avec froideur à l'attitude optimiste de Louisa et la traite avec mépris. Deux semaines plus tard, Will reçoit la visite de son ex-petite-amie, Alicia, dorénavant en couple avec son ami Rupert, qui lui annonce leurs fiançailles. Après leur départ, Will, sous le coup de la colère, parvient à briser les cadres contenant les photographies d'Alicia. Alors que Will a de nouveau une altercation avec elle lorsqu'elle répare les cadres, Lou, agacée par l'attitude glaciale du jeune homme, le reprend vivement. Le lendemain, Will se montre plus conciliant et invite Lou à regarder avec lui un film sous-titré, Des hommes et des dieux, ce qu'elle accepte. Les deux jeunes gens commencent à se lier et à devenir des amis proches. Lou et Will discutent tous les jours. La jeune femme découvre qu'il est cultivé, mondain et qu'il voyageait beaucoup, à l’opposé de sa propre vie, beaucoup plus simple. Le petit ami de Lou, Patrick, s’entraîne pour participer à un triathlon viking en Norvège, un passe-temps qu'il choisit souvent au lieu de passer du temps avec elle. Will exhorte Louisa à élargir son horizon et lui dit que c'est sa responsabilité de vivre une vie aussi complète que possible.
En prenant soin de Will pendant l'une de ses maladies consécutives à sa tétraplégie, Lou remarque sur ses poignets les traces d'une précédente tentative de suicide. Un jour, elle entend les parents de Will dire que ce dernier leur a donné six mois de répit avant de se rendre à Dignitas en Suisse afin d'avoir recours au suicide assisté, ne supportant plus de vivre une vie avec son handicap. Louisa se met en tête de le faire changer d'avis en organisant divers voyages et expériences pour prouver à Will que la vie peut être vécue malgré son handicap. Will, plus communicatif, s’ouvre à ses plans. Le duo se rend à une course de chevaux, à un concert de musique classique, puis au mariage d'Alicia et Rupert, auquel Will est convié. Will et Lou dansent sous les regards des invités. Plus tard, Lou discute avec la marraine d'Alicia, qui considère Will comme le plus grand amour de sa nièce.
Will est invité à l'anniversaire de Lou dans sa famille. Il découvre que le père de la jeune femme a perdu son emploi à cause d'un rachat organisé par un jeune associé de Will, et décide de le faire engager pour entretenir le château de Stortfold appartenant aux Traynor. L'amitié entre Will et Lou se transforme peu à peu en une relation sentimentale forte, ce qui entraîne la jalousie de Patrick et leur séparation. Lors d'un voyage à l'île Maurice qu'ils entreprennent ensemble, après une nouvelle pneumonie, Will informe Lou qu'il a toujours l'intention d'aller en Suisse pour mettre fin à ses jours, voulant qu'elle vive une vie entière seule plutôt qu'une demie-vie avec lui, bien qu'il lui avoue que le temps passé ensemble était spécial. Will demande à Lou de l'accompagner en Suisse, mais cette dernière, inconsolable, refuse.
Dès son retour à Londres avec Will, Lou, sous le choc, préfère repartir chez elle en bus plutôt qu'accompagnée par les parents de Will, qui comprennent que leur fils est bien décidé à abréger ses souffrances. Lou ne parle plus à Will depuis plusieurs jours quand son père la convainc de rejoindre Will en Suisse pour ses derniers moments.
Quelques semaines après la mort de Will, Lou se rend à Paris, assise dans le café préféré de ce dernier, et relit la lettre qu'il a laissée pour elle, lui demandant de vivre après lui avoir légué de l'argent pour vivre ses rêves.

## Fiche technique
- Titre original : Me Before You
- Titre francophone : Avant toi
- Réalisation : Thea Sharrock
- Scénario : Jojo Moyes d'après son roman éponyme
- Photographie : Remi Adefarasin
- Montage : John Wilson
- Direction artistique : Nick Dent, Antoine Maron, Rebecca Milton et Christopher Wyatt
- Décors : Andrew McAlpine (de)
- Costumes : Jill Taylor
- Distribution des rôles : Kate Dowd
- Musique : Craig Armstrong
- Production : Alison Owen et Karen Rosenfelt
- Société de production : Metro-Goldwyn-Mayer, New Line Cinema, One Film at a Time et Sunswept Entertainment
- Distribution : Warner Bros. Pictures
- Budget : 20 millions $[1]
- Pays de production :  Royaume-Uni,  États-Unis
- Genre : Drame
- Langue originale : anglais (partiellement en français)
- Format : couleur — 2,35:1 — Codex — son Dolby Digital – Dolby Atmos – DTS
- Durée : 110 minutes
- Dates de sortie :
  - Royaume-Uni, États-Unis : 3 juin 2016
  - France : 22 juin 2016

## Distribution
- Emilia Clarke (VF : Marie Tirmont ; VQ : Rachel Graton) : Louisa Clark[2]
- Sam Claflin (VF : Anatole de Bodinat ; VQ : Jean-Philippe Baril-Guérard) : William Traynor[2]
- Jenna Coleman (VF : Alexandra Garijo) : Katrina Clark[3]
- Charles Dance (VF : Philippe Catoire ; VQ : Jean-Marie Moncelet) : Steven Traynor[3]
- Matthew Lewis (VF : Fabrice Fara) : Patrick[4]
- Ben Lloyd-Hughes (VF : Thierry D'Armor) : Rupert[4]
- Janet McTeer (VF : Micky Sebastian ; VQ : Claudine Chatel) : Camilla Traynor[5]
- Vanessa Kirby (VF : Barbara Kelsch) : Alicia Dewares[4]
- Brendan Coyle (VF : Jacques Bouanich) : Bernard Clark[4]
- Steve Peacocke (VF : Yoann Sover ; VQ : Alexandre Fortin) : Nathan[6]
- Samantha Spiro (VF : Véronique Alycia) : Josie Clark[4]
- Stephen Chance (VF : Yann Guillemot) : Michael Lawler
- Richard Goulding (VF : Jérôme Wiggins) : Freddie
- Joanna Lumley : Mary Rawlinson

Photos des acteurs principaux
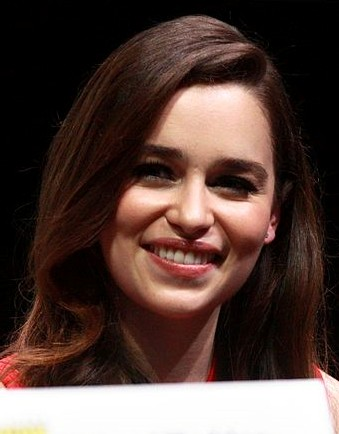
Emilia Clarke dans le rôle de Louisa Clark.
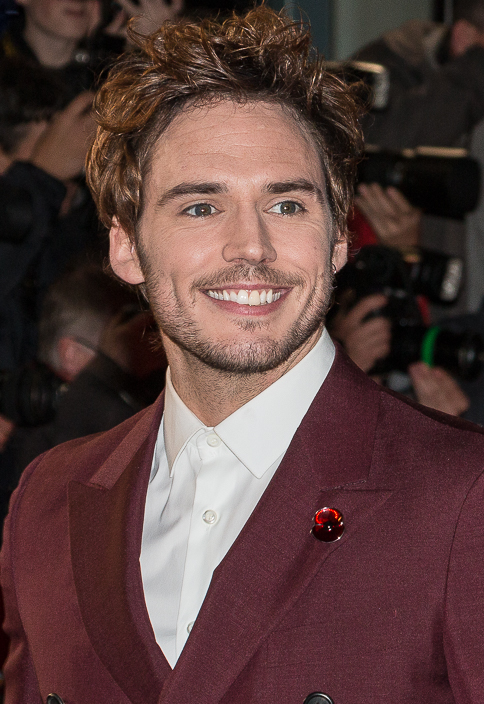
Sam Claflin dans le rôle de William Traynor.
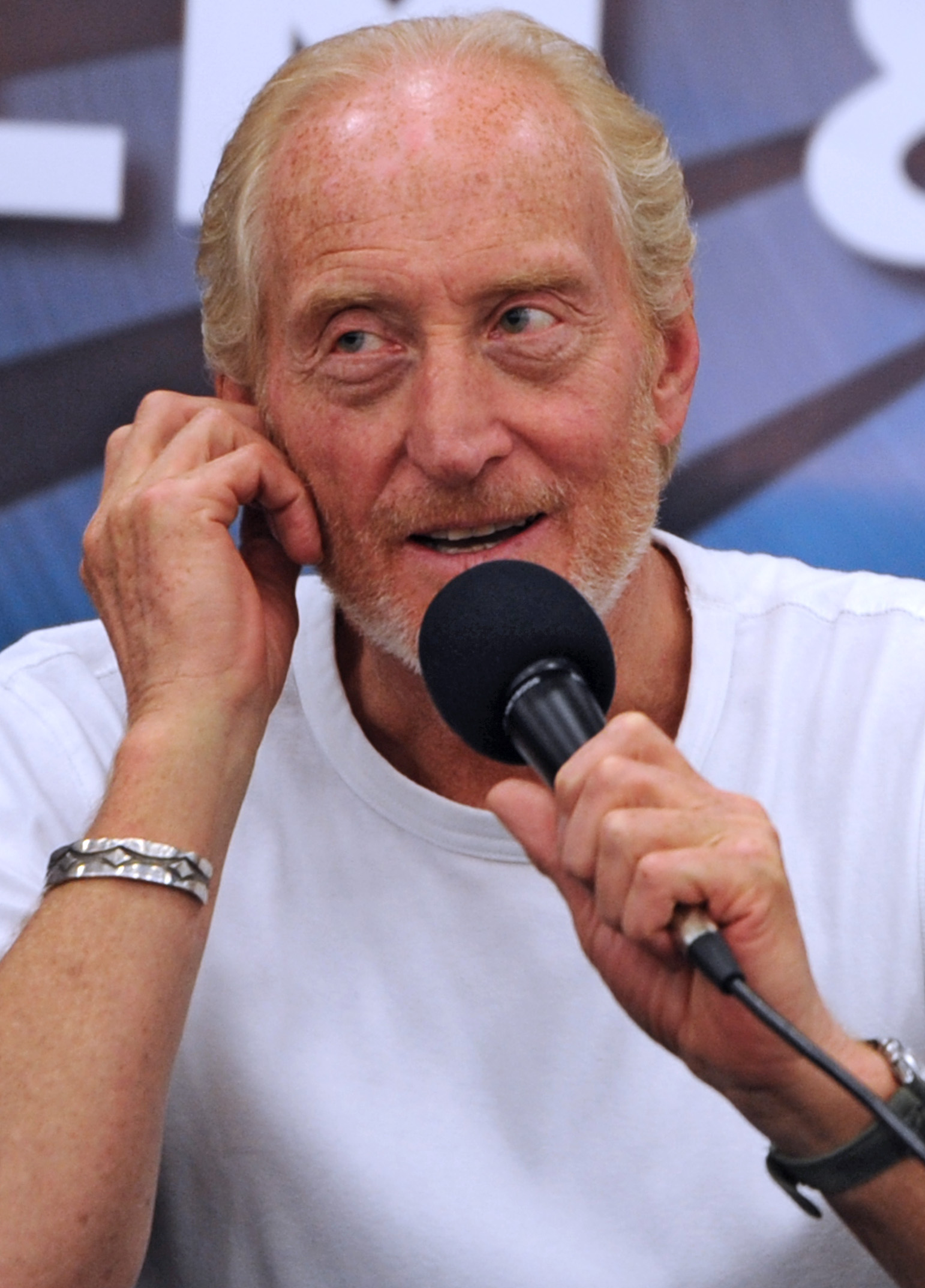
Charles Dance dans le rôle de Steven Traynor.
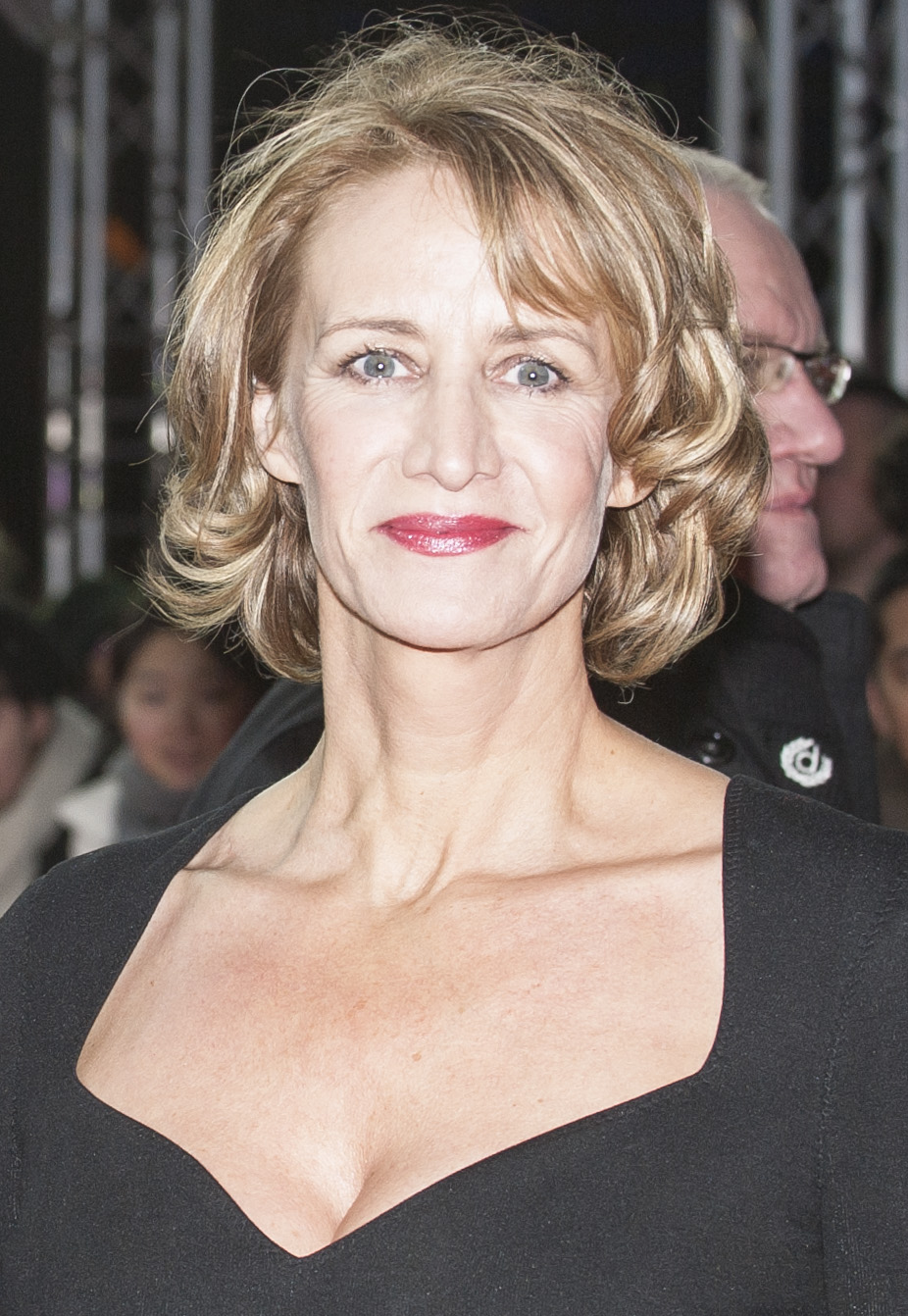
Janet McTeer dans le rôle de Camilla Traynor.
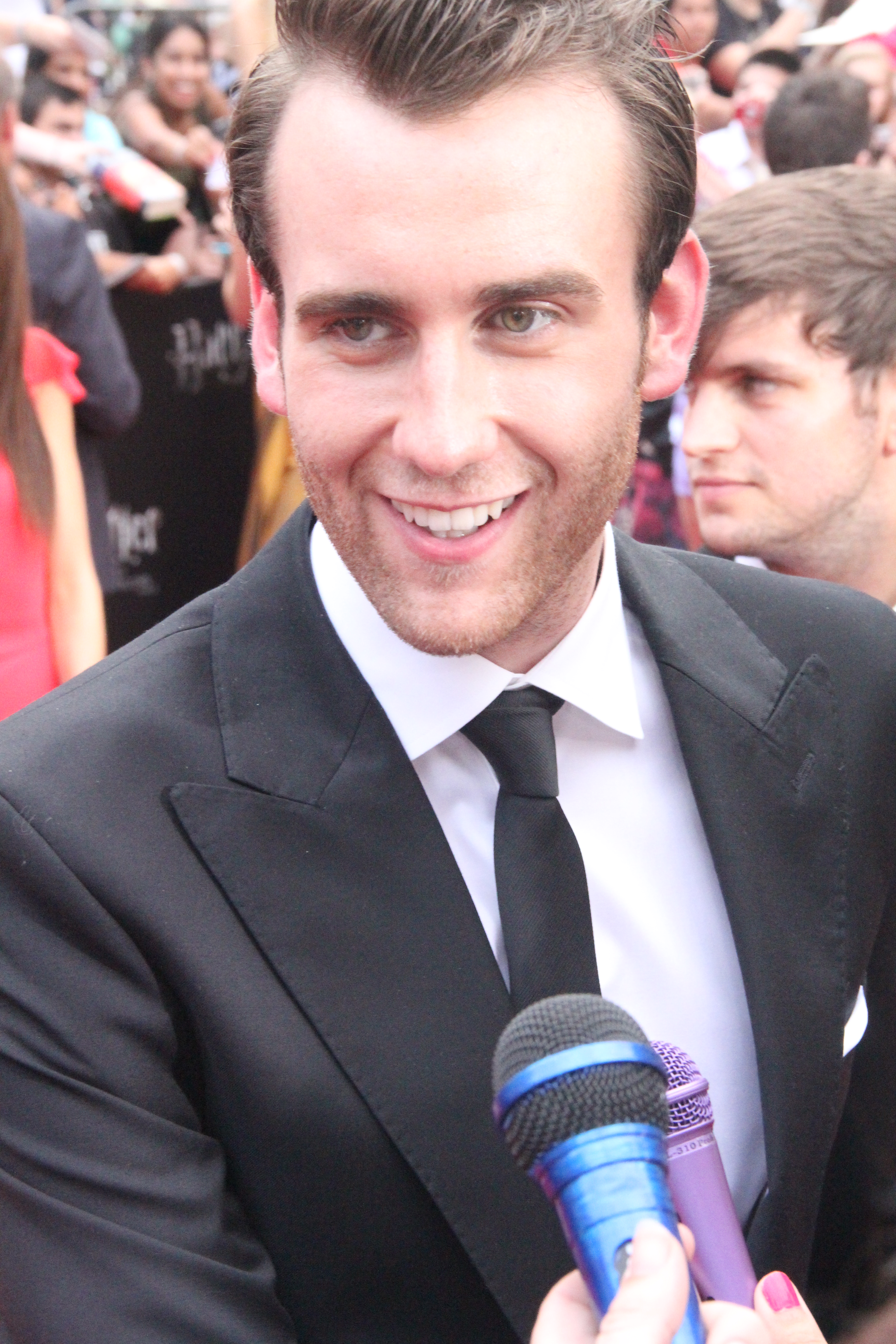
Matthew Lewis dans le rôle de Patrick.
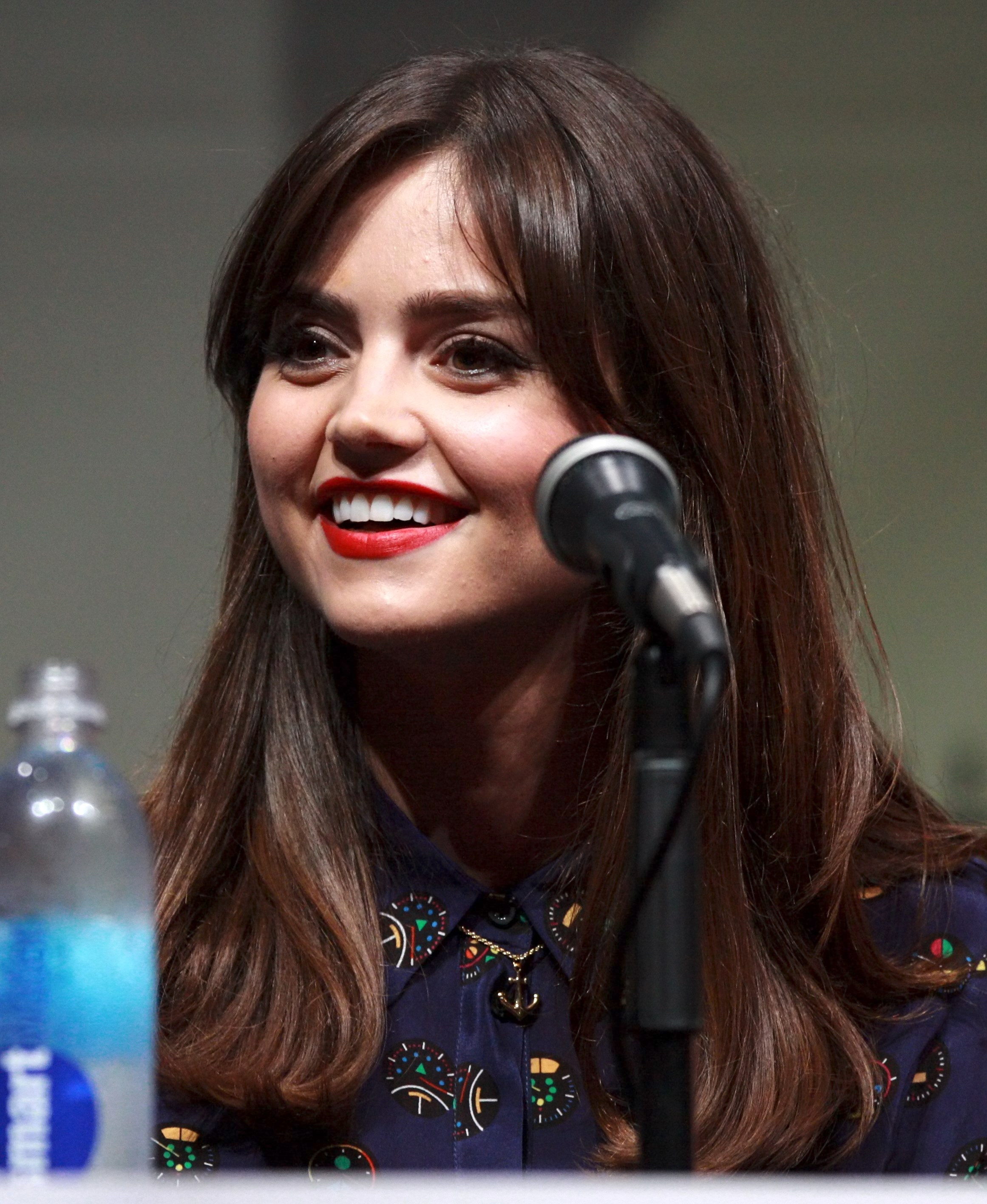
Jenna Coleman dans le rôle de Katrina Clark.

 Source et légende : version française (VF) sur RS Doublage
 Source et légende : version québécoise (VQ) sur Doublage.qc.ca

## Production
Le 2 avril 2014, il est annoncé que Thea Sharrock veut diriger le film. Le 2 septembre 2014, Emilia Clarke et Sam Clafin sont engagés pour le casting du film. En mars 2015, Stephen Peacocke entre dans le casting, suivi de Jenna Coleman et Charles Dance (2 avril 2015), puis de Janet McTeer (9 avril 2015), et enfin de Samantha Spiro, Vanessa Kirby, Brendan Coyle, Matthew Lewis et Ben Lloyd-Hughes rejoignent le casting le 10 avril. La principale photographie commença en avril 2015 et se termina le 26 juin 2015,.

## Sortie
En juillet 2014, il est annoncé que le film sortirait le 21 août 2015. En mai 2015, la date de sortie fut repoussée au novembre 2015. Puis, en 3 juin 2016, la date de sortie fut avancée au 4 mars 2016 avant d'être encore une fois repoussée au 3 juin 2016.
Le film est sorti en France le 22 juin 2016.

## Accueil

### Accueil critique
Le film a connu un accueil mitigé des critiques professionnels, recueillant 56 % de taux d'approbation sur le site Rotten Tomatoes, pour 174 critiques et une moyenne de 5,5⁄10, tout en notant dans son consensus que « Avant toi bénéficie de la séduisante alchimie entre Emilia Clarke et Sam Claffin, bien qu'elle ne soit pas suffisante pour compenser le traitement maladroit d'un sujet sensible ». Le site Metacritic lui donne un score de 51⁄100, pour 36 critiques.
Sur le site d'Allociné, qui a recensé sept critiques de presse, le film obtient une moyenne de 2,9⁄5.
Ce film est reçu très négativement par des associations de personnes handicapées, qui soulignent que son message central consiste à présenter le handicap comme un destin pire que la mort ; Ellen Clifford, du groupe Not dead yet (« Pas encore mort », en anglais), décrit un film qui « représente mal la vie d'une très grande majorité de personnes handicapées. Il veut montrer que le handicap est une tragédie et qu'elles seraient mieux mortes ».

### Box-office
Avant toi rencontre un succès commercial, rapportant 207 945 075 $ de recettes mondiales, dont 56 245 075 $ sur le territoire américain. Aux États-Unis, le film occupe la troisième place du box-office le week-end de sa sortie avec 18 723 269 $ de recettes. Resté six semaines dans le top 20 hebdomadaire, dont trois dans le top 10, Avant toi a engrangé durant cette période plus de 55 000 000 $. Après onze semaines, le film finit son exploitation avec 56 245 075 $.
Le long-métrage fait mieux à l'étranger, puisque les recettes atteignent 151 700 000 $ au box-office international. L'essentiel de ce succès s'est fait en Allemagne (20 000 000 $), au Brésil (17 000 000 $), au Royaume-Uni (13 700 000 $) et au Mexique (11 600 000 $), où il a atteint pour la plupart la première place du box-office ou le top 10.
En France, le film est quasiment passé inaperçu lors de sa sortie en salles, où il est distribué de manière limitée. Resté trois semaines au top 20 hebdomadaire, Avant toi n'a enregistré que 99 472 entrées durant cette période, pour finir son exploitation à 124 522 entrées après sept semaines restés en salles.
| Pays ou région    | Box-office      | Date d'arrêt du box-office | Nombre de semaines |
| ----------------- | --------------- | -------------------------- | ------------------ |
| États-Unis Canada | 56 245 075 $    | 19 août 2016               | 11                 |
| France            | 124 522 entrées | 10 août 2016               | 7                  |
| Total mondial     | 207 945 075 $   | -                          | -                  |

## Distinctions
| Année | Prix                                     | Catégorie                                        | Nomination                   | Résultat   |
| ----- | ---------------------------------------- | ------------------------------------------------ | ---------------------------- | ---------- |
| 2016  | Golden Trailer Awards                    | Meilleure romance                                | Avant toi                    | Lauréat    |
| 2016  | Teen Choice Awards                       | Meilleur baiser                                  | Emilia Clarke et Sam Claflin | Nomination |
| 2017  | Golden Trailer Awards                    | Meilleure spot télévisée pour un film romantique | Avant toi                    | Nomination |
| 2017  | 43e cérémonie des People's Choice Awards | Film dramatique préféré                          | Avant toi                    | Lauréat    |
| 2017  | MTV Movie + TV Awards                    | Tire-larme                                       | Emilia Clarke et Sam Claflin | Nomination |